# Trolltjärnen (Älvsby socken, Norrbotten)
Trolltjärnen är en sjö i Älvsbyns kommun i Norrbotten och ingår i Lillpiteälvens huvudavrinningsområde.